# Vígľaš
Vígľaš é um município da Eslováquia, situado no distrito de Detva, na região de Banská Bystrica. Tem 32,06 km² de área e sua população em 2018 foi estimada em 1.599 habitantes.

## Demografia
| Ano:        | 1994 | 2004   | 2014   | 2024    |
| ----------- | ---- | ------ | ------ | ------- |
| Broj ljudi: | 1607 | 1663   | 1667   | 1477    |
| Razlika:    |      | +3,48% | +0,24% | -11,39% |

| Ano:               | 2023 | 2024   |
| ------------------ | ---- | ------ |
| Número de pessoas: | 1501 | 1477   |
| Diferença:         |      | -1,59% |